# Ostrożany (gromada)
Ostrożany – dawna gromada, czyli najmniejsza jednostka podziału terytorialnego Polskiej Rzeczypospolitej Ludowej w latach 1954–1972.
Gromady, z gromadzkimi radami narodowymi (GRN) jako organami władzy najniższego stopnia na wsi, funkcjonowały od reformy reorganizującej administrację wiejską przeprowadzonej jesienią 1954 do momentu ich zniesienia z dniem 1 stycznia 1973, tym samym wypierając organizację gminną w latach 1954–1972.
Gromadę Ostrożany z siedzibą GRN w Ostrożanach utworzono – jako jedną z 8759 gromad – w powiecie siemiatyckim w woj. białostockim, na mocy uchwały nr 21/V WRN w Białymstoku z dnia 4 października 1954. W skład jednostki weszły obszary dotychczasowych gromad Ostrożany, Smarklice, Smorczewo, Koski Wypychy, Borzymy, Krakówki Włodki, Jaszczołty i Klepacze ze zniesionej gminy Ostrożany w tymże powiecie. Dla gromady ustalono 17 członków gromadzkiej rady narodowej.
1 stycznia 1959 do gromady Ostrożany przyłączono obszar zniesionej gromady Stadniki.
Gromada przetrwała do końca 1972 roku, czyli do kolejnej reformy gminnej.